# Guernesey (film)
Pour les articles homonymes, voir Guernesey.
Pour plus de détails, voir Fiche technique et Distribution.
Guernesey (Guernsey) est un film belgo-néerlandais réalisé par Nanouk Leopold, sorti le 15 mai 2005.

## Fiche technique
- Titre : Guernesey
- Réalisation : Nanouk Leopold
- Scénario : Nanouk Leopold
- Production : Stienette Bosklopper et Rudolf Mestdagh
- Photographie : Richard Van Oosterhout
- Montage : Katarina Wartena
- Décors : Elsje de Bruin
- Pays d'origine :  Belgique,  Pays-Bas
- Format : Couleurs - 2,35:1 - Dolby Digital - 35 mm
- Genre : Drame
- Durée : 90 minutes
- Dates de sortie : 
  -  France : 15 mai 2005 (festival de Cannes)
  -  Pays-Bas : 25 août 2005
  -  Belgique : 25 janvier 2006
  -  France : 8 février 2006

## Distribution
- Maria Kraakman : Anna
- Fedja van Huêt : Sebastiaan
- Johanna ter Steege : Bobby, la sœur d'Anna
- Frank Vercruyssen : Dr Verkerke
- Hans Croiset : Vader
- Nathalie Alonso Casale : Mimi
- Monica Dolan : Claire
- Aurélia Petit : Patricia
- Skip Goeree : Jimmy
- Mabel Gonzâlez : Maria
- Vincent Moes : Jeffrey

## Récompenses et distinctions
- Nomination à l'Iris d'or, lors du Festival du film européen de Bruxelles 2005.
- Prix de la critique, meilleur réalisateur et meilleure actrice (Maria Kraakman), ainsi que nomination au prix du meilleur film, meilleur scénario et meilleur acteur (Fedja van Huêt), lors du Festival du film néerlandais 2005.